# Sir Joseph Banks Group
Sir Joseph Banks Group är en ö i Australien. Den ligger i kommunen Tumby Bay och delstaten South Australia, omkring 210 kilometer väster om delstatshuvudstaden Adelaide.
Genomsnittlig årsnederbörd är 527 millimeter. Den regnigaste månaden är juni, med i genomsnitt 104 mm nederbörd, och den torraste är oktober, med 16 mm nederbörd.